# Нікола Топалджиков
Нікола Топалджиков (болг. Никола Тодоров Топалджиков; нар. 13 березня 1875, Русе — пом. 8 травня 1925, Кюстендил) — болгарський офіцер, генерал-майор. Командир 7-мої дивізії та начальник Штабу болгарської армії (3 грудня 1920 — 20 квітня 1923).
Військовий аташе Царства Болгарія в Константинополі.

## Біографія
Народився 13 березня 1875 в Русе. У 1899 закінчив Військове училище в Софії зі званням лейтенанта і призначений на службу в 1-й кавалерійський полк, де служив до 1902.
З 1903 по 1905 навчався у Миколаївській Військовій академії Генерального Штабу в Санкт-Петербурзі.
Під час Балканських воєн він був військовим аташе в Константинополі.
20 квітня 1923 отримав звання генерал-майора і пішов у відставку.
Генерал-майор Топалждиков був убитий 8 травня 1925 в Кюстендилі.